# Afrotettix fursti
Afrotettix fursti is een rechtvleugelig insect uit de familie Lentulidae. De wetenschappelijke naam van deze soort is voor het eerst geldig gepubliceerd in 1970 door Brown.
1. ↑  (en) Afrotettix fursti op de IUCN Red List of Threatened Species.